# Matthäus Rader
Matthäus Rader anche noto con il nome latino: Mathaeus Raderus, (San Candido, 1561 – Monaco di Baviera, 22 dicembre 1634) è stato un gesuita, umanista e filologo tedesco.

## Vita
Rader nacque in Innichen (in italiano San Candido) in  Tirolo. Dopo aver completato gli studi liceali al Ginnasio gesuita di Monaco (oggi Wilhelmsgymnasium München), nel 1581, all'età di vent'anni entrò nella Compagnia di Gesù. Studiò filosofia e teologia ad Augusta e Ingolstadt. Insegnò per 22 anni discipline umanistiche presso i collegi gesuiti di Augusta, Dillingen e Monaco. Rader fu un prolifico autore di opere teatrali in latino, ma è noto soprattutto per i suoi studi filologici. Morì a 73 anni a Monaco di Baviera.

## Opere
Nel 1599 Rader pubblicò un'edizione critica migliorata degli Epigrammi di Marziale, e nel 1628 curò un'edizione di Quinto Curzio Rufo. La sua edizione critica degli Atti dell'Ottavo Concilio Ecumenico fu inclusa da Philippe Labbe e Gabriel Cossart nella celebre raccolta degli Atti conciliari (Sacrosancta concilia ad regiam editionem exacta); la sua edizione con traduzione in latino dell'opera omnia di San Giovanni Climaco, pubblicata nel 1614, fu ristampata da Sébastien Cramoisy nel 1633, e nuovamente da Jacques Paul Migne nella sua  Patrologia Graeca (LXXXVIII, 585 sqq.). Rader è famoso anche per la sua opera in tre volumi Bavaria sancta, una raccolta illustrata delle vite dei Santi bavaresi in latino che ebbe vasto successo e fu utilizzata dai bollandisti.

## Nella cultura di massa
Rader è ritratto positivamente nella serie di romanzi ucronici L'Anello di Fuoco, nota anche come Collana del 1632 scritta dallo storico Eric Flint.

## Opere
- (LA) Matthäus Rader, Viridarium sanctorum ex menæis Græcorum lectum, translatum et annotationib. similibusque passim, historijs Latinis, Græcis; editis, ineditis illustratum à Matthaeo Radero de Societate Iesu, Augustae Vindelicorum, 1604.
- (LA) Matthäus Rader, Acta sacrosancti et oecumenici concilij octaui, Constantinopolitani quarti, nunc primum ex mss. codicibus illustrium bibliothecarum serenissimi Maximiliani Boiorum D. &c. et Augustanae Vindelicorum reipub. Graece cum Latina interpretatione edita, notisque passim illustrata per Matthaeum Raderum e Societate Iesu, Ingolstadii, ex typographia Adami Sartorij, 1604.
- (LA) Matthäus Rader, Matthaei Raderi de Societate Iesu, Ad M. Valerii Martialis epigrammaton libros omnes, plenis commentariis, nouo studio confectis, explicatos, emendatos, illustratos rerumque & verborum, lemmatum item, & communium locorum variis & copiosis indicibus auctos, curae secundae, Ingolstadii, ex typographeio Adami Sartorii, 1611.
- (LA) Matthäus Rader, Bavaria sancta, Monaci, Anna Bergia, 1615.
- (LA) Matthäus Rader, Matthaei Raderi e Societate Iesu, Ad Q. Curtii Rufi, de Alexandro Magno historiam, prolusiones, librorum synopses, capitum argumenta, commentarii. Cum indice duplici, capitum & argumentorum, itemque rerum memorabilium copiosissimo, Coloniae Agrippinae, apud Ioannem Kinckium, ad intersigne Monocerotis, 1628.
- (LA) Matthäus Rader, Τοῦ ἐν ἁγίοις πατρὸς ἡμῶν Ἰωάννου Σχολαστικοῦ, τοῦ ἡγουμένου τοῦ ἁγίου ὄρους Σινᾶ, ἅπαντα. Sancti patris nostri Ioannis Scholastici abbatis montis Sina qui vulgò Climacus appelatur, Opera omnia: Interprete Matthaeo Radero Societatis Iesu sacerdote, Lutetiae Parisiorum, sumptibus Sebastiani Cramoisy, via Iacobaea, sub Ciconiis, 1633.